# Hilde Hofer-Pittschau

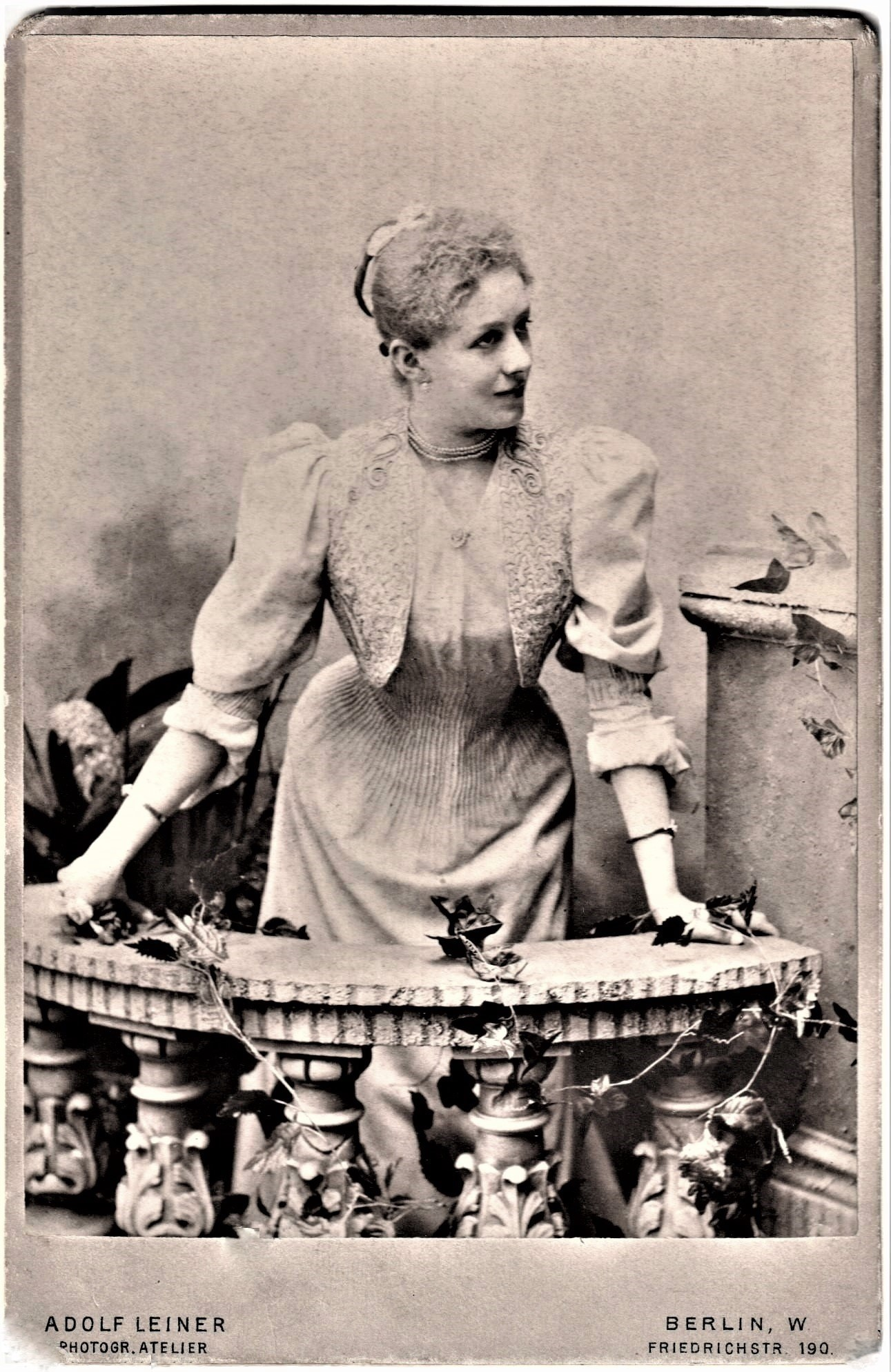
Hilda Hofer, Berlin 1897

Hilda Hofer, auch Hilde Pittschau oder Hilde Hofer-Pittschau geb. Schützenhofer (* 1. März 1873 in Wien; † 6. Juli 1961 ebenda) war eine österreichische Theaterschauspielerin.

## Herkunft
Hilda Maria Schützenhofer wurde als viertes Kind von Moriz Schützenhofer (1841–1898), Hauptkassier der Versicherungsgesellschaft Riunione adriatica di sicurità, und Antonia Alexandra Schützenhofer geb. Ansfeld (1852–1942) im Stammhaus der Familie in Wien/Margareten, Kettenbrückengasse 15, geboren.

## Bühnenlaufbahn

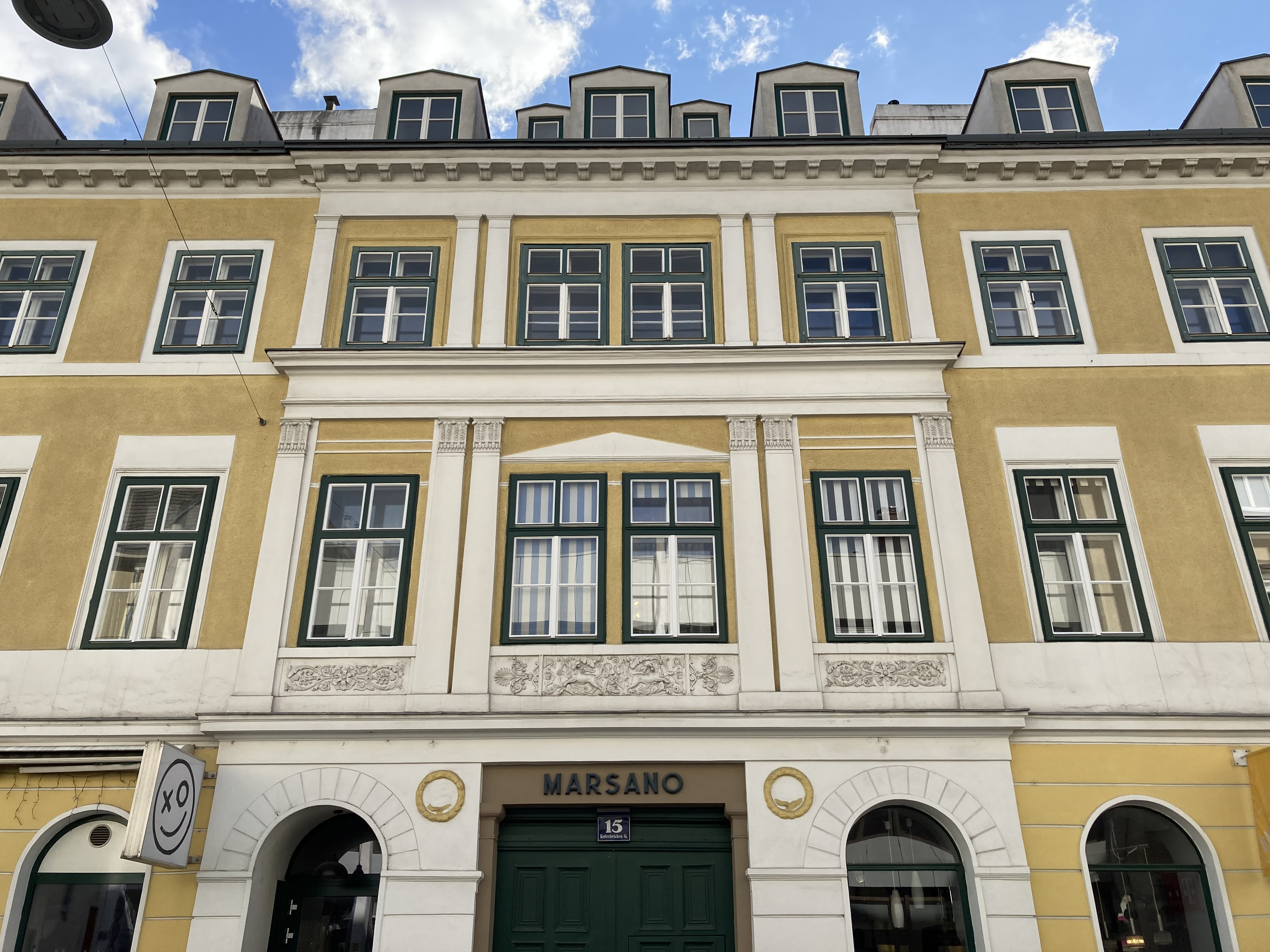
Hilda Schützenhofers Geburtshaus, Kettenbrückengasse 15, Wien/Margareten, Foto 2022

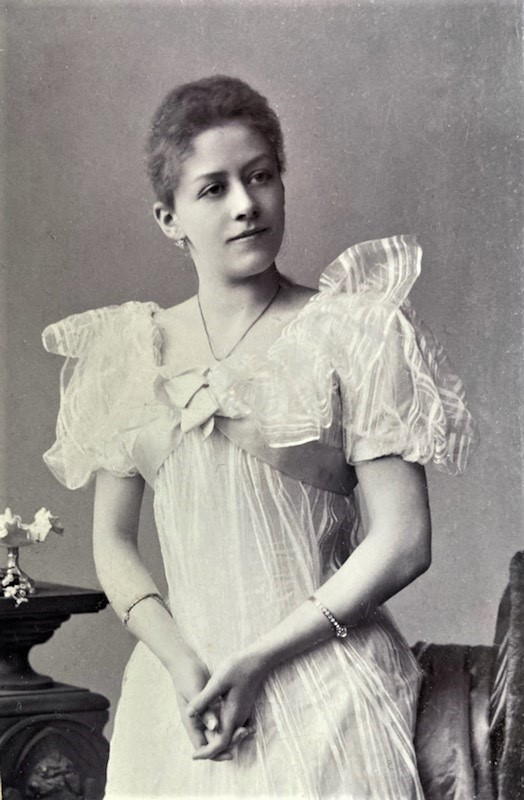
Hilda Hofer, 1892

Nach privatem Schauspielunterricht bei Emil Bürde, Professor am Wiener Conservatorium, spielte sie in einigen kleinen Rollen am K. k. Hofburgtheater, bis sie 1891 als Luise in Schillers Kabale und Liebe am Rudolfsheimer Volkstheater in Wien debütierte. Es folgten eine Reihe anderer klassischer Stücke – etwa Ein verarmter Edelmann nach Octave Feuillet mit Hilda Hofer als Marguerite de Navarre – in der ihre Darstellung bei Publikum und Rezensenten besondere Beachtung fand. In den Jahren bis zu ihrer Hochzeit trat sie fortan unter dem Bühnennamen „Hilda Hofer“ auf.

### Residenztheater Berlin, Ischl und Carltheater Wien (1891–1893)
1891 wurde sie von Direktor Sigmund Lautenburg an das Berliner Residenztheater engagiert, an dem sie am 18. Jänner 1892 als Lucienne in der Komödie Madame Mongodin von Ernest Blum und Raoul Roché debütierte. Kurz danach wurde sie als Abigail in Eugène Scribes Das Glas Wasser von der Kritik gefeiert. In diese Zeit fällt auch die deutsche Erstaufführung von Max Halbes Stück Jugend unter der Regie von Lautenburg, in der Hofer die Rolle des Annchen und Rudolf Rittner die Rolle des Hans verkörperten. Es folgten Auftritte in Scribes Ein Maskenball oder als Gräfin Hortense von Mérinville im Einakter Nach zwei Jahren von Almási Tyhamér. Ihr Bühnenpartner Josef Jarno, der das Stück aus dem Ungarischen übersetzt hatte, lud sie danach ein, mit ihm am 18. August 1892 mit diesem Einakter die Festvorstellung zum 62. Geburtstag von Kaiser Franz Josef am Bad Ischler Sommertheater zu bestreiten. Über die Vorstellung heißt es in „Der Humorist“ [...] wurde sowohl von Herrn Jarno als auch von Frl. Hofer, die bestechend schön aussah und sehr gut sprach, lebhaft und vorzüglich gespielt. Zum Ende der Saison 1892/93 am Residenztheater Berlin wurde sie – wie „Der Humorist“ am 1. August 1893 berichtet – für die Saison 1893/94 am k.k. Carltheater in Wien unter Vertrag genommen.

### Eine hochadelige Soirée und deutsches Theater Riga (1894–1896)
Am 19. April 1894 fand aus Anlass der Hochzeit von Victoria Melitta, Tochter von Queen Victorias Sohn Prinz Alfred, mit Ernst Ludwig von Hessen (ebenfalls Enkel von Queen Victoria), für die hohen Gäste im Riesensaal der Ehrenburg (dem Coburger Schloss), eine Theatersoiree statt: Die Darbietung der beiden Einakter Doctor Robin von Jules de Prémaray mit Ludwig Barnay als Garrick und Hilda Hofer als Nelly und Dir wie mir von Anton Ascher (Pseudonym: Roger) mit Barnay als Dr. Richard Weiß und Hofer als Clara wurde von den Gästen gebührend akklamiert.
Unter diesen befand sich Kaiser Wilhelm II. (Enkel von Queen Victoria), Prinz Edward (Victorias ältester Sohn) sowie Zarewitsch Nikolaus, der Sohn des Zaren Alexander III. (ebenfalls mit den Sachsen-Coburgern verwandt), vor dem Hofer noch mehrfach auftreten sollte.
Noch 1894 wurde Hofer für zwei Jahre an das Deutsche Theater in Riga verpflichtet. Mit der Rolle des Klärchen in Goethes Egmont gab sie ihren Einstand, hierauf wurde sie als Cordelia in König Lear gefeiert. Im Frühling 1895 brachte ihr die Darstellung der Figur der Thekla in Schillers Wallensteins Tod von der Presse hohes Lob ein. Schließlich heißt es über ihre Leistung in der Erstaufführung von Sakuntala von Kalidasa (deutsche Fassung: Alfred von Wolzogen) im Dezember 1895: „[...] zeichnete sich ganz besonders Frl. Hilda Hofer eine Wienerin, in der Titelpartie und Herr Otto als König besonders aus und errangen nachhaltigen Erfolg“ (Der Humorist, 20. Dezember 1895).

### Tournee nach Moskau und Sankt Petersburg (1895)

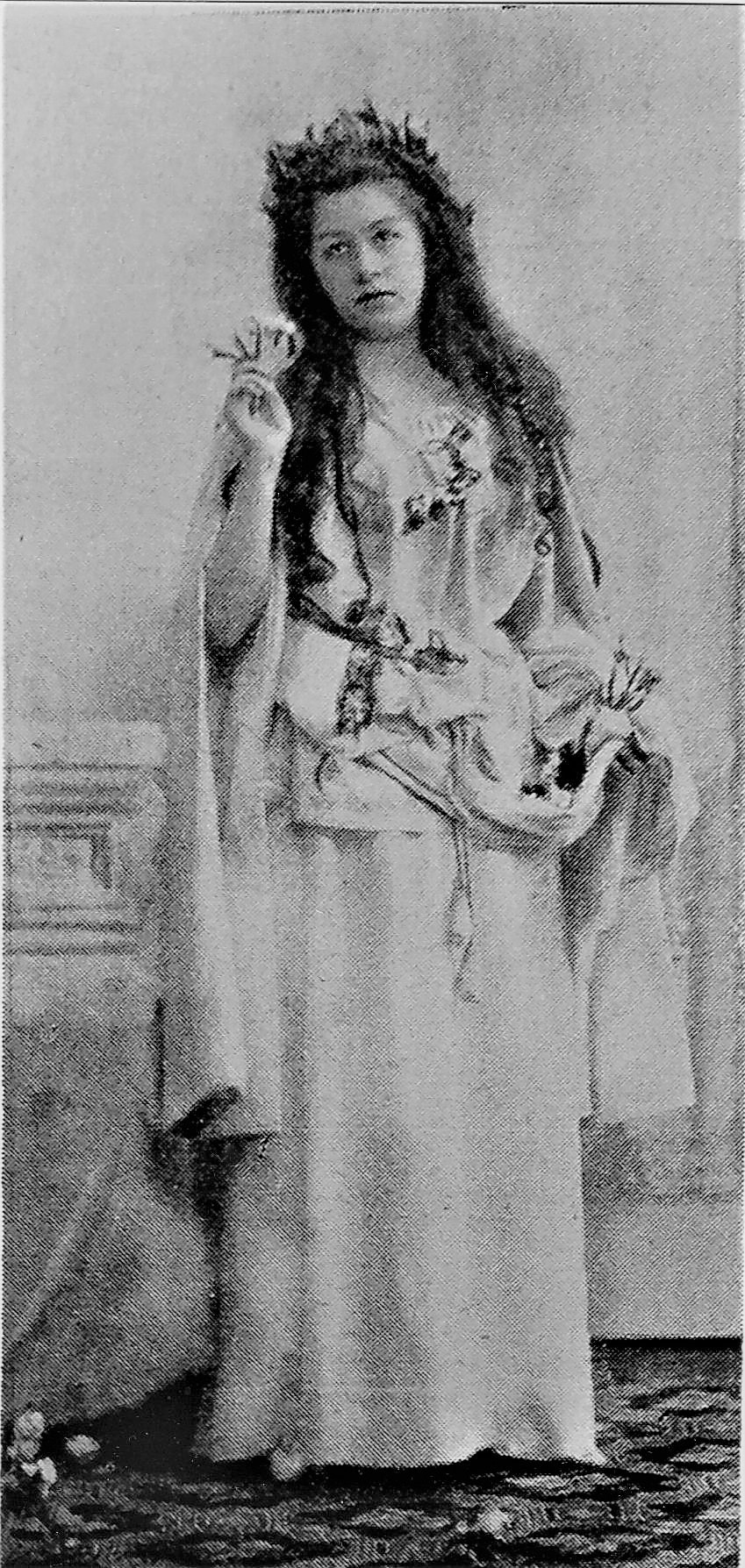
Hilda Hofer 1895 in St. Petersburg

Im Sommer 1895 bestritt Hofer für ihre verhinderte Kollegin Agnes Sorma ein dreiwöchiges Gastspiel in Moskau und Sankt Petersburg. Einige ihrer Aufführungen – wie Heinrich Laubes Die Karlsschüler mit Hilda als Laura – wurden vom mittlerweile zum Zar gekrönten Nikolaus II. und Familienmitgliedern besucht.

### Berliner Theater (1896)

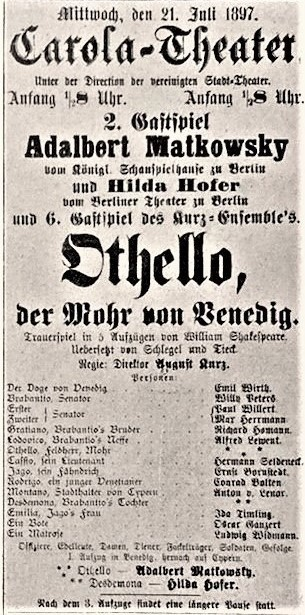
Othello mit Adalbert Matkowsky und Hilda Hofer, Carola Theater, 21. Juli 1897

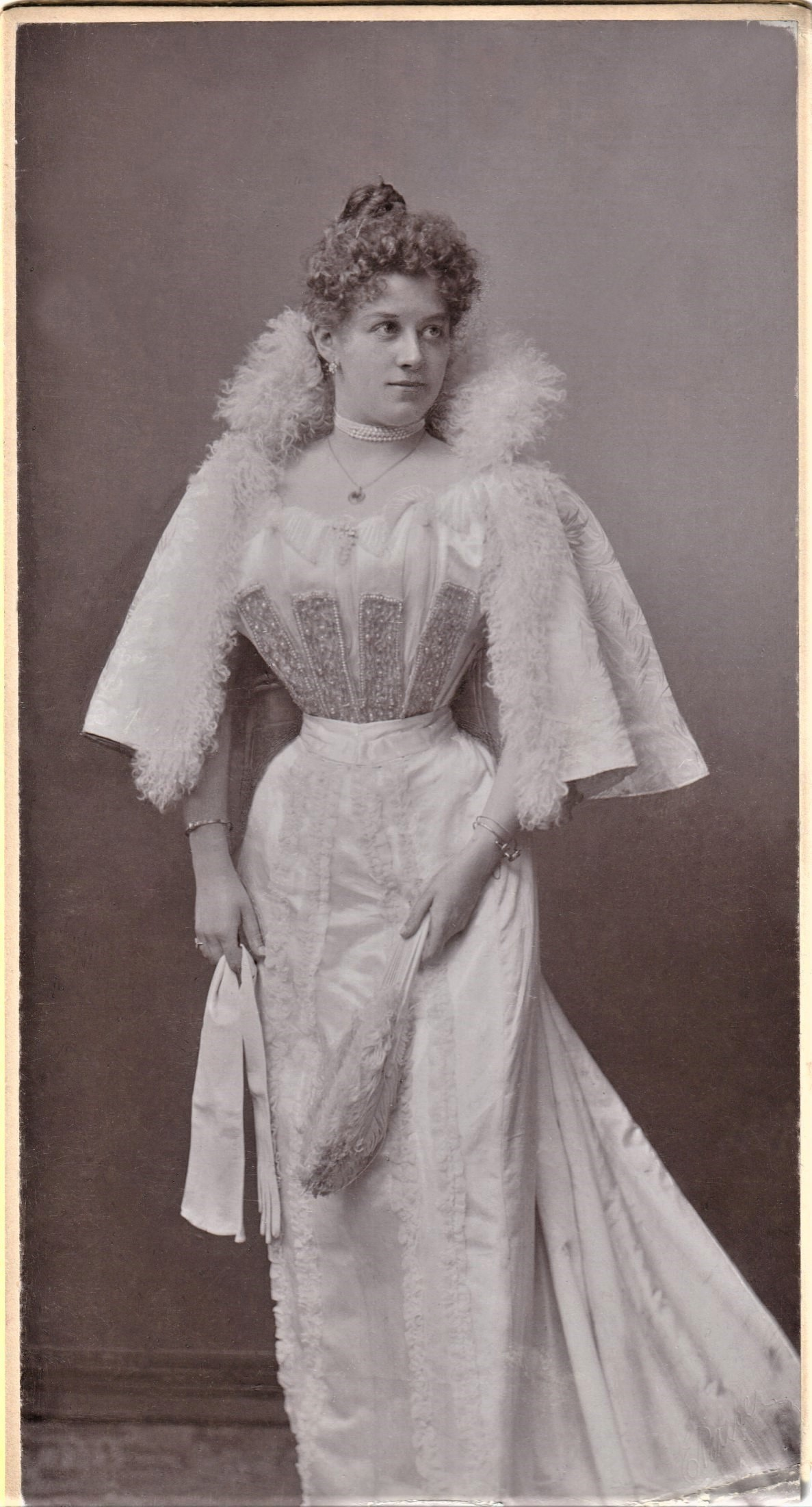
Hilde Hofer, Rollenfoto, Hamburg, 1898

1896 kehrte sie nach Berlin zurück und spielte für eine Saison am Berliner Theater, in der sie u. a. in Ludwig Anzengrubers G’wissenswurm mit Josef Kainz auftrat. 1897 stand sie erstmals mit ihrem späteren Ehemann Ernst Pittschau sen. auf der Bühne. Zu dieser Zeit war Adalbert Matkowsky ihr bevorzugter Bühnenpartner, dem mit ihr in den Titelrollen von Shakespeares Romeo und Julia die Kritiker Rosen gestreut hatten.
Matkowsky lud sie hierauf oft zu Gastspielen ein, so im Juli 1897 an das Leipziger Carola-Theater, die ihr als Rosaura in Calderóns Leben ein Traum, als Desdemona in Shakespeares Othello und als Julia in Kean oder: Genie und Leidenschaft von Alexandre Dumas (Vater) hervorragende Kritiken einbrachten.

### Hamburger Thalia-Theater (1897–1899), Rückkehr ans Berliner Theater
Ab der Saison 1897/98 am Thalia-Theater in Hamburg engagiert, gab sie ihr Debüt in Franz von Schönthans Lustspiel Comtesse Guckerl. Wilhelm Wolters’ Die törichte Liebe im April 1898 trug Hofer in der Rolle der Sophie als Partnerin von Robert Nhil ebenso wie diesem beachtliches Lob ein. Aber auch in Stücken, die bei der Kritik schlecht ankamen – so etwa in Georg Engels Der Hexenkessel mit Robert Nhil im Jänner 1899 – wurde Hofers Leistung gewürdigt.
Ende der Saison 1898/99 verließ Hofer Hamburg und übernahm neuerlich eine Verpflichtung am Berliner Theater. Über die dortige Neuinszenierung von Goethes Faust im September 1899 – die in der Presse eine vernichtende Kritik erntete – ist zu lesen: „Der einzige Lichtblick an diesem Abend war das Gretchen des Frl. Hilda Hofer, welche die Gestalt und den herzgewinnenden Ton besitzt, den diese Rolle erheischt; der Typus des deutschen Gretchens wie ihn kein Maler besser ausdenken könnte.“ (Der Humorist, 10. September 1899)

### Heirat und Familie (1901–1916)

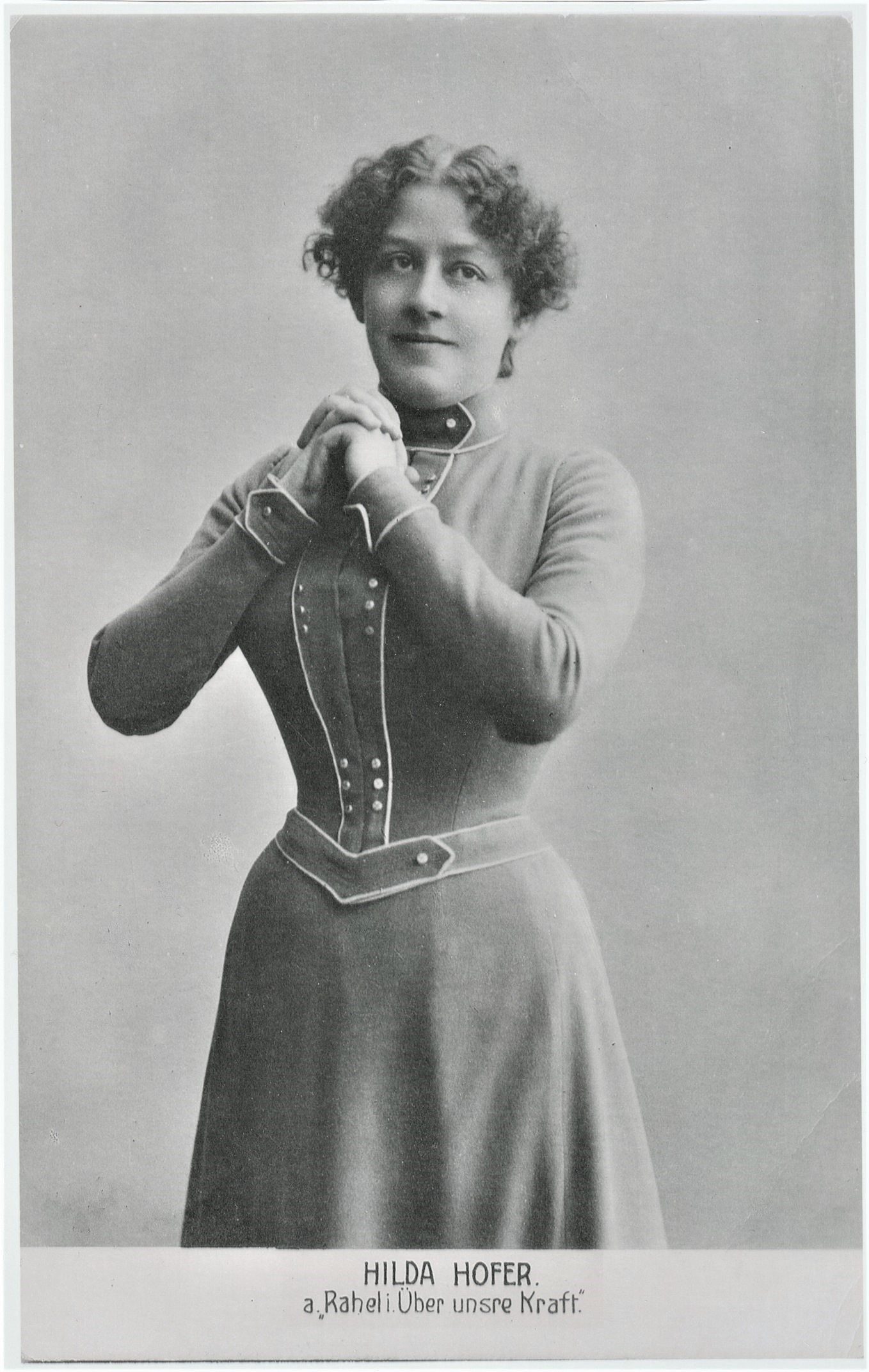
Hilda Hofer als Rahel, Berlin, 1901

In Bjørnstjerne Bjørnsons Stück Über unsere Kraft (2. Teil) trat Hilda Hofer im Jänner 1901 nach Faust I wieder mit Ernst Pittschau – sie als Rahel Sang, er als Fabrikbesitzer Holger – auf, einer Produktion, in der offenbar zwischen ihnen ein „privater Funke“ übersprang. Nach einer Tournee Hilda Hofers mit Frank Wedekind in die Schweiz heiratete das Paar am 10. September 1901 in Berlin. Ab ihrer Eheschließung führte Hilda zunächst den Künstlernamen „Hilde Pittschau“, später „Hilde Hofer-Pittschau“.
Pittschau war seit zwei Jahren nach seiner ersten Ehefrau Caroline (geb. Binder; verstorben am 4. Mai 1899) verwitwet.
Pittschaus erster Ehe entstammten fünf Kinder: Ernst junior (1883–1951), Walther (1889–1946), Trude, Käthe und Lotte. Beide Söhne machten sich als Bühnen- und Filmschauspieler einen Namen. Der Ehe Pittschaus mit Hilda entsprangen zwei weitere Söhne – der früh bei einem Autounfall verstorbene, international höchst erfolgreiche Bühnen- und Filmschauspieler Werner Pittschau (1902–1928) und der unbedeutendere Filmschauspieler Hermann Pittschau (1909–1945).

### Rückkehr auf die Bühne: Prag, Nürnberg, Berlin (1916–1932)

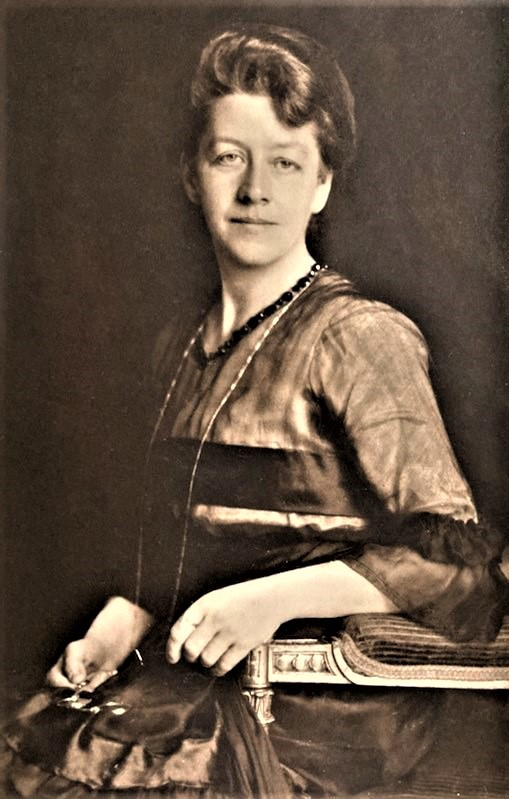
Hilde Hofer-Pittschau, Prag, 1917

Am 19. November 1916 starb ihr Mann nach schwerer Krankheit in Wien, wo er ab 1905 am Burgtheater gewirkt hatte. Noch im September 1916 war er ausnahmsweise zum k. k. Hofschauspieler ernannt worden, obwohl während des Weltkrieges sonst keine Ernennungen erfolgten.
Das hatte zur Folge, dass Hilde Hofer-Pittschau nach ihrer kinderbedingten Bühnenabstinenz ab 1904 – nicht nur aus Existenzgründen – ihre Rückkehr zur Bühne anstrebte. Ihr und ihres verstorbenen Mannes Bühnenpartner Harry Walden verhalf ihr zu einer Einladung zu einem einmonatigen Gastspiel am Neuen deutschen Theater in Prag, der eine siebenjährige Verpflichtung an das Haus folgte. Es ist erstaunlich, wie Hilde Pittschau – wie sie sich damals nannte – nach zwölfjähriger Unterbrechung mühelos in ihren Beruf zurückfand und wieder beste Kritiken erntete. Dies bewirkte, dass sie im September 1918 für die Darstellung der Frau Bergmann in Henrik Ibsens Frühlings-Erwachen als Gast an das Königlich-deutsche Landestheater Prag engagiert wurde. Darauf folgten an ihrem Stammhaus unterschiedlichste Rollen wie in Anton Wildgans' Armut (Dezember 1918), im Mai 1921 in Robert Stolzs Operette Das Sperrsechserl, in Frank Wedekinds Marquis von Keith, 1922 in Goethes Faust (Rolle der Hexe) oder etwa 1923 in Bert Brechts Trommeln der Nacht. Des Öfteren stand sie in diesen Jahren mit Paul Hörbiger, Lotte Medelsky, Erika Glässner, Fritzi Massary oder Oskar Sima, aber auch immer wieder ab 1921 mit ihrem Sohn Werner Pittschau, ab der Saison 1922/23 auch mit Stiefsohn Walther Pittschau auf der Bühne. So spielte sie mit ihrem Sohn Werner am 14. Mai 1922 in der Festvorstellung aus Anlass des 60. Geburtstages von Arthur Schnitzler in Der Ruf des Lebens, mit ihrem Stiefsohn Walter Pittschau 1923 in Der Widerspenstigen Zähmung und Egmont oder 1924 in Peer Gynt und Faust I als Hexe – mit Walther in der Titelrolle und Werner als Raphael – mit dem sie z. B. in Victorien Sardous Madame Sans-Gêne die Rolle der Frau von Bülow erfolgreich verkörperte, nachdem sie im April 1923 bei einem Gastspiel des Neuen deutschen Theaters Prag am Wiener Raimundtheater mit Franz Werfels Schweiger in ihrer Heimatstadt von der Presse (Neues Wiener Tagblatt) besonderes Lob geerntet hatte.
Durch die ab 1923 zunehmenden politischen Unruhen motiviert sah sich Hilde Pittschau-Hofer nach anderen Engagements um, gastierte 1924 in Nürnberg ebenso wie in Berlin an der Kleinen Bühne in Der eingebildete Kranke (Regie Max Reinhardt) neben Richard Romanowsky, Lotte Medelsky und Paul Hörbiger. Ende der Spielsaison 1924 verließ sie endgültig Prag. 1925 trat sie ein Engagement am Berliner Rose-Theater an, an dem sie bis 1932 bleiben sollte. Auf dem abwechslungsreichen, „durchmischten“ Programm des Hauses trat sie in volkstümlichen Stücken, aktuellen Produktionen wie 1931 Breakdown around midnight (Text Hanns Dekner, Musik: Harry Waldau) mit Blanka Verbenji ebenso auf, wie in „klassischen“ Operetten, in denen sie Gesangsrollen übernahm. Auch in diesen – darunter Der Graf von Luxemburg, Gräfin Mariza oder Opernball – überzeugte sie die Kritiker.

### Filmschauspielerin, Synchronsprecherin und Potsdam (1926–1940)
Nachdem Hildes älterer Sohn Werner Pittschau sich nach drei sehr erfolgreichen Theaterjahren in Prag und Berlin 1925 mit einem fulminanten Start in der Welt des Films etabliert hatte und 1926 in nicht weniger als neun Filmen in Hauptrollen zu sehen war, erhielt Hilde Hofer-Pittschau für den Streifen Der Liebe Lust und Leid – Kellerkavaliere (Regie: Kurt Gerron) ihr erstes Filmengagement.
1932 wechselte sie an das Schauspielhaus der Residenzstadt Potsdam, an dem ihr Stiefsohn Walther Pittschau die Intendanz innehatte. 1933 wurde sie erstmals als Synchronsprecherin für den Film Cavalcade des britisch-US-amerikanischen Regisseurs Frank Lloyd (nach Noël Coward) gewonnen. 1934 spielte sie die „Tante“ im Film Der Vetter aus Dingsda . 1936 wirkte sie neben Paul Hörbiger als Frau Bruneder im Film Drei Mäderl um Schubert mit.
Ab ihrem Eintritt in das Schauspielhaus der Residenzstadt Potsdam findet sich der Name Hilde Pittschau-Hofer in zahlreichen Produktionen, so etwa in Gerhart Hauptmanns Der Biberpelz, in Paul von Schönthans Der Raub der Sabinerinnen, in Heinrich Laubes Die Karlsschüler, in Goethes Faust, in Hermann Bahrs Das Konzert und nicht zuletzt in der Komödie Das lebenslängliche Kind von Robert Neuner alias Erich Kästner, der 1934 von der Reichsschrifttumskammer mit Publikationsverbot belegt worden war. Das Stück war 1940 an den Münchner Kammerspielen uraufgeführt und von vielen deutschen Bühnen so auch in Potsdam gespielt worden, bis es mitten im Erfolg verboten wurde, nachdem ein Journalist Kästner als Autor enttarnt hatte …

### Späte Theaterjahre (1941–1949)

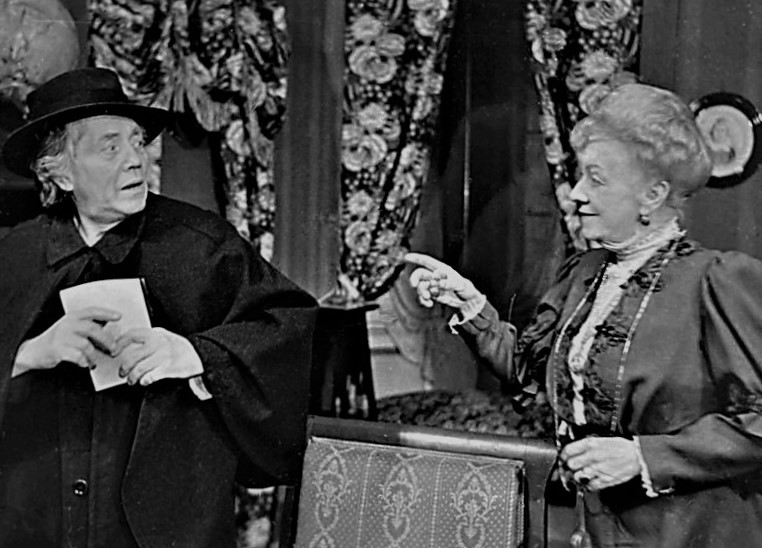
Szenenfoto Der Raub der Sabinerinnen, Potsdam 1944

Aus Anlass ihres 50-jährigen Bühnenjubiläums und ihrem Wunsch entsprechend wurde 1941 die Komödie Die Nacht in Siebenbürgen (ungar. Originaltitel Alterego) von Nikolaus Asztalos gegeben. Das Stück des jungen Autors war 1919 an den Budapester Kammerspielen uraufgeführt worden, in dessen deutscher Fassung von Friedrich Schreyvogl Hilda Hofer-Pittschau als Darstellerin von Kaiserin Maria Theresia gefeiert wurde.

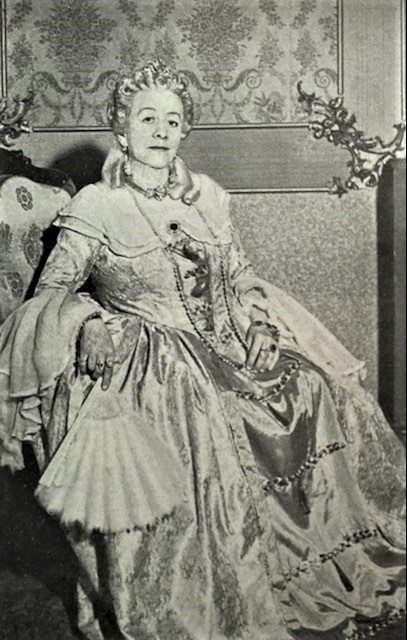
Als Maria Theresia, Potsdam 1941

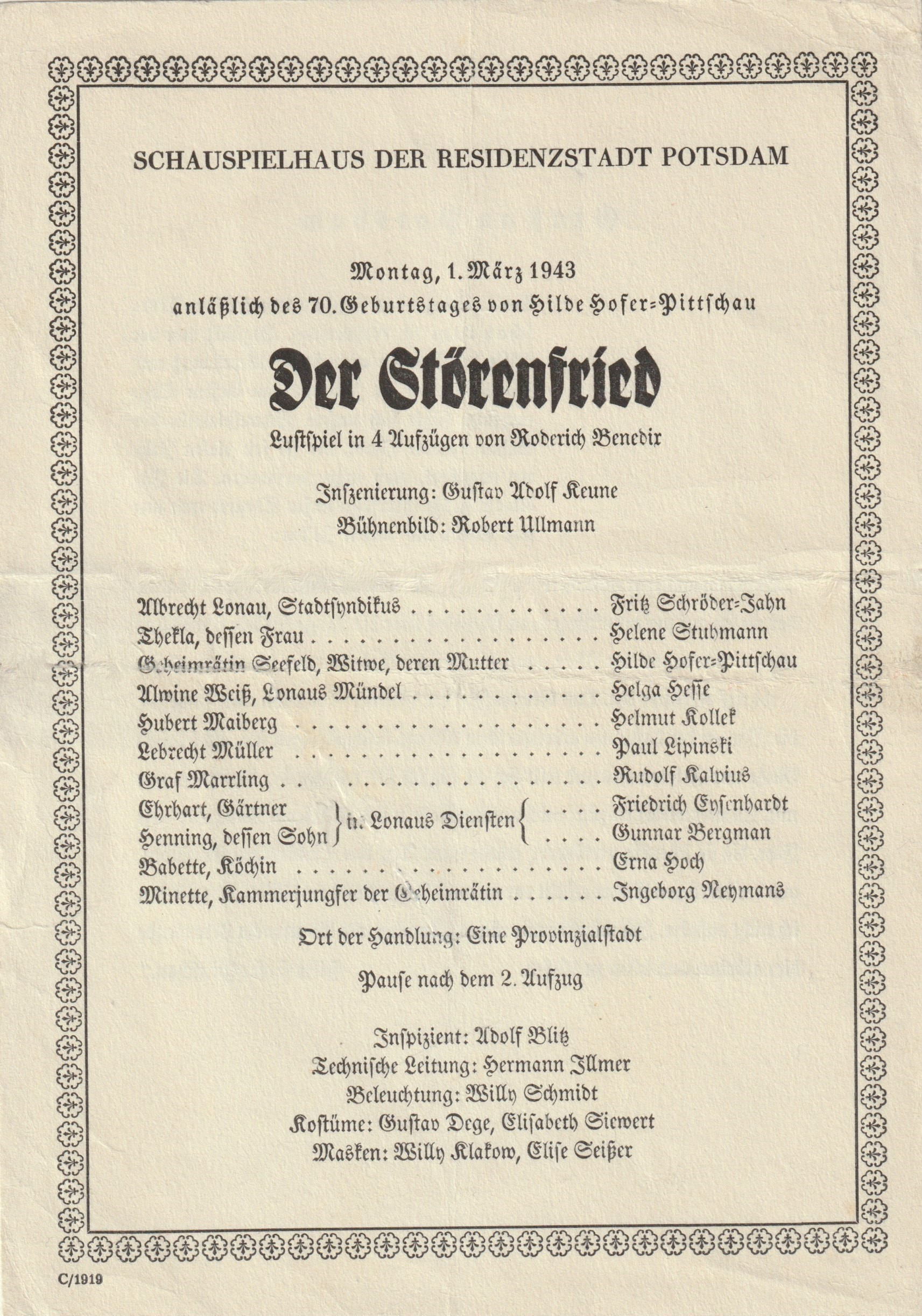
Theaterzettel der Aufführung von Störenfried, 1. März 1943

Auch wenn man zunächst diesen thematischen Rückgriff als nostalgisch auffassen könnte – ausgerechnet die Erzrivalin Friedrichs von Preußen, sozusagen in „seiner Residenzstadt“, im schönsten Licht erscheinen lassen zu wollen – machte das Programmheft deutlich, dass damit in der Zeit des Nationalsozialismus ein Statement beabsichtigt war: Darin wird der Rückblick auf Hilde Hofer-Pittschaus Karriere von zwei faksimilierten Zeitungsausschnitten aus ihrer Anfangszeit begleitet, in denen ausgerechnet ihr „Entdecker“ Sigmund Lauterburg bzw. ihr Kollege Josef Jarno – beide Juden – gewürdigt wurden. Kurz danach beeindruckte sie einmal mehr Publikum und Kritiker in der Rolle der Steuerinspektorswitwe Hergentheim in Hermann Sudermanns Die Schmetterlingsschlacht.
1943 beging sie – von Presse und Publikum gefeiert – ihren 70. Geburtstag mit der Darstellung der „Geheimrätin Seefeld“ in Roderich Benedixs Lustspiel Der Störenfried (1861).
Wenige Monate vor der mit Erlass von Reichspropagandaminister Joseph Goebbels ab 1. September 1944 verordneten kriegsbedingten Schließung aller deutschen Theater (in denen Hilde Hofer-Pittschau durch Bombentreffer zwei Mal ihre Wohnung verlor) findet sich Paul von Schönthans Erfolgsstück „Der Raub der Sabinerinnen“ mit Hilda Hofer-Pittschau in der Rolle der Professorengattin Friederike Gollwitz bei vollem Haus noch einmal auf dem Spielplan...
1949 holte sie Paul May in dem G.-W.-Pabst-Filmdrama Duell mit dem Tod (in dem der österreichische Widerstand im Dritten Reich thematisiert wird) für eine kleine Rolle vor die Kamera, für die sie in der Presse besonders gewürdigt wurde.
So heißt es etwa in Der Abend vom 2. Dezember 1949: „Und noch eine Persönlichkeit bringt dieser Film: In zwei Szenen die Menschlichkeit einer Schauspielerin namens Hilde Pittschau, die als verfolgte Jüdin die Größe einer Frieda Richard erreichte.“

### Lebensabend
Ihre späten Lebensjahre verbrachte sie in Wien. Am 6. Juli 1961 verstarb Hilde Hofer-Pittschau im 89. Lebensjahr im Wiener Frauenheim in Penzing und wurde am 11. Juli 1961 auf dem evangelischen Friedhof Simmering (Wien) an der Seite ihres 1916 verstorbenen Mannes beigesetzt.

## Filmografie
- 1926: Der Liebe Lust und Leid
- 1934: Der Vetter aus Dingsda
- 1936: Drei Mäderl um Schubert
- 1949: Duell mit dem Tod